# Силкин, Александр Никитич
Александр Никитич Силкин (5 марта 1902, Константиново, Рязанская губерния — 3 декабря 1974, Москва) — советский мотогонщик и судья. Заслуженный мастер спорта СССР по мотоциклетному спорту (1939). Судья всесоюзной категории.

## Биография
Родился 5 марта 1902 г. в селе Константиново (ныне — Рязанской области). Участник и призер мотопробегов и мотокроссов 1920—1930-х годов, 10-кратный рекордсмен СССР. С 1950-х годов занимался спидвеем.
Окончил Московский авиационный институт. Был ведущим инженером авиамоторостроения при Центральном институте авиамоторостроения (ЦИАМ). Автор книг и пособий по мотоциклетному спорту.
Умер в Москве 3 декабря 1974 г., похоронен на Введенском кладбище.